# Olga Ivinskaya
Olga Vsévolodovna Ivínskaya (en ruso: О́льга Все́володовна Иви́нская; Tambov, 16 de junio de 1912 – Moscú, 8 de septiembre de 1995) fue una poeta y escritora rusa. Se la conoce sobre todo por su relación con el premio Nobel Borís Pasternak, de quien fue pareja y a quien inspiró el personaje de Lara en su novela Doctor Zhivago (1957).

## Primeros años
Olga Ivínskaya, de ascendencia germano-polaca, nació en Tambov hija de un profesor provinciano de instituto. En 1915, la familia se trasladó a Moscú. Después de graduarse en el Instituto de Trabajadores Editoriales en Moscú en 1936, trabajó como editora en varias revistas literarias. Admiradora de Pasternak desde su adolescencia, acudió a varias reuniones literarias para escuchar su poesía. Se casó dos veces: la primera con Iván Yemeliánov en 1936, quien se ahorcó en 1939; tenían una hija, Irina Yemeliánova; la segunda vez en 1941 con Aleksandr Vinográdov (más tarde muerto en la guerra), con quien tuvo un hijo, Dmitri Vinográdov.

## Relación con Pasternak
Conoció a Borís Pasternak en octubre de 1946, en la oficina editorial de Novy Mir, donde ella se encargaba del departamento de nuevos autores. Mantuvieron una relación amorosa hasta que él murió, aunque él rechazó abandonar a su mujer. A principios de 1948, él la pidió que dejara Novy Mir, pues su cargo ahí se fue convirtiendo en algo cada vez más difícil debido a su relación. Ella asumió el papel de su secretaria.
Ivínskaya colaboró estrechamente con Pasternak en la traducción de poesía de idiomas extranjeros al ruso. Mientras estaba traduciendo al poeta bengalí Rabindranath Tagore, Pasternak le aconsejó que "1) extrae la idea del poema, su tema, tan claramente como sea posible; 2) sujeta la forma fluida, no europea consiguiendo rima interna, no al final de los versos; 3) usa métrica irregular, suelta, principalmente ternaria. Te puedes permitir el uso de asonancias". Más tarde, colaborando con él en una traducción del poeta checo Vítězslav Nezval, Pasternak le dijo a Ivínskaya, "usa la traducción literal sólo para el significado, pero no tomes prestadas palabras que se alejan de él: son absurdas y no siempre comprensibles. No traduzcas todo, sólo lo que puedas manejar, y de esta manera intenta que la traducción sea más precisa que la original -algo absolutamente necesario en caso de una obra tan confusa y descuidada."
Pasternak reconoció que Ivínskaya fue la inspiración para Lara, la heroína de Doctor Zhivago. Muchos poemas de Yuri Zhivago en la novela fueron dirigidos por Pasternak a Ivínskaya.
En octubre de 1949, Ivínskaya fue arrestada como "cómplice del espía" y en julio de 1950 fue sentenciada por el Consejo especial de la NKVD a cinco años en el Gulag. Parece que era un intento de presionar a Pasternak para que dejara de escribir críticamente del sistema soviético. Pasternak, sin embargo, tenía sus propias razones para el arresto de Ivínskaya. En una carta de 1958 a un amigo de Alemania Occidental, escribió que "la encarcelaron por mi culpa, como la persona que, según la policía secreta, era la más cercana a mí, y esperaban que a través de amenazas y un interrogatorio agotador obtuvieran de ella pruebas suficientes para enjuiciarme. Le debo mi vida y el hecho de que no me tocaran en aquellos años se deben a su heroísmo y resistencia".
En la época de su arresto, Ivínskaya estaba embarazada de Pasternak y tuvo un aborto. Fue liberada en 1953 después de la muerte de Stalin. Doctor Zhivago se publicó en Italia en el año 1957 por Giangiacomo Feltrinelli, con Ivínskaya llevando todas las negociaciones en nombre de Pasternak.

## Últimos años
Después de la muerte de Pasternak en 1960, Ivínskaya fue arrestada por segunda vez, con su hija Irina Emelyánova. Se la acusaba de ser el enlace de Pasternak con las editoriales occidentales a la hora de negociar en divisa fuerte por Doctor Zhivago. El gobierno soviético la liberó discretamente, a Irina después de un año, en 1962, y a Ivínskaya en 1964. Cumplió cuatro años de una sentencia de ocho, aparentemente para castigarla por su relación. En 1978, se publicaron sus memorias en París en ruso y fueron traducidas al inglés con el título de A Captive of Time.
Ivínskaya fue rehabilitada sólo bajo el gobierno de Gorbachov en 1988. Todas las cartas que Pasternak le envió y otros manuscritos y documentos habían sido incautados por la KGB durante su último arresto. Pasó varios años litigando para recuperarlos. Sin embargo, esto lo bloqueó su nuera, Natalia. El Tribunal Supremo de Rusia acabó resolviendo contra ella sobre la base de que "no había prueba de propiedad" y de que "los papeles debían continuar en el archivo estatal". Murió de cáncer en 1995. Un periodista de la NTV comparó el papel de Ivínskaya con el de otras musas famosas de escritores rusos: "Lo mismo que Pushkin no estaría completo sin Anna Kern, y Yesenin no sería nada sin Isadora Duncan, igualmente Pasternak no sería Pasternak sin Olga Ivínskaya, quien fue su inspiración para 'Doctor Zhivago.' ". Su hija, Irina Emelyánova, que emigró a Francia en 1985, publicó un libro de memorias de la relación entre su madre y Pasternak.